# 八角星 (伊斯兰)
八角星（阿拉伯语：ربع الحزب，rubʿ al-ḥizb）是一个伊斯兰文化中的标志，形状是两个叠加的正方形，常见于伊斯兰国家的建筑、旗帜和徽章中。
这个图案最初出现在《古兰经》中，用在古兰经全文60节中每节四分之一结束处，以便辅助记忆。在阿拉伯语中，这个图案的名称是Rubʿ Al-ḥizb，其中Hizb意为“一组、一节”，Rub意为“四分之一”。
现在，在阿拉伯世界的排印业中，这个标志广泛用于标识一章的结束，在Unicode中亦有收入（U+06DE）这个字符 ۞。

## 使用

### 旗帜

阿塞拜疆国旗
哈萨克斯坦海关关旗
土库曼斯坦总统旗
乌兹别克斯坦总统旗
突厥国家组织会旗（英语：Flag of the Organization of Turkic States）
哈薩克阿扎特共和黨（英语：Azat Republican Party of Kazakhstan）黨旗
土库曼斯坦海军军旗
摩洛哥國旗（歷史上）
伊拉克國旗（提議稿）
哈薩克斯坦國旗（非正式）

### 徽章

阿塞拜疆国徽
土库曼斯坦国徽
乌兹别克斯坦国徽
卡拉卡尔帕克斯坦共和国国徽
突厥国家组织会徽
土庫曼斯坦民主黨黨徽
苏丹共产党党徽
開羅地鐵標志

### 建筑

马来西亚雙峰塔[1]
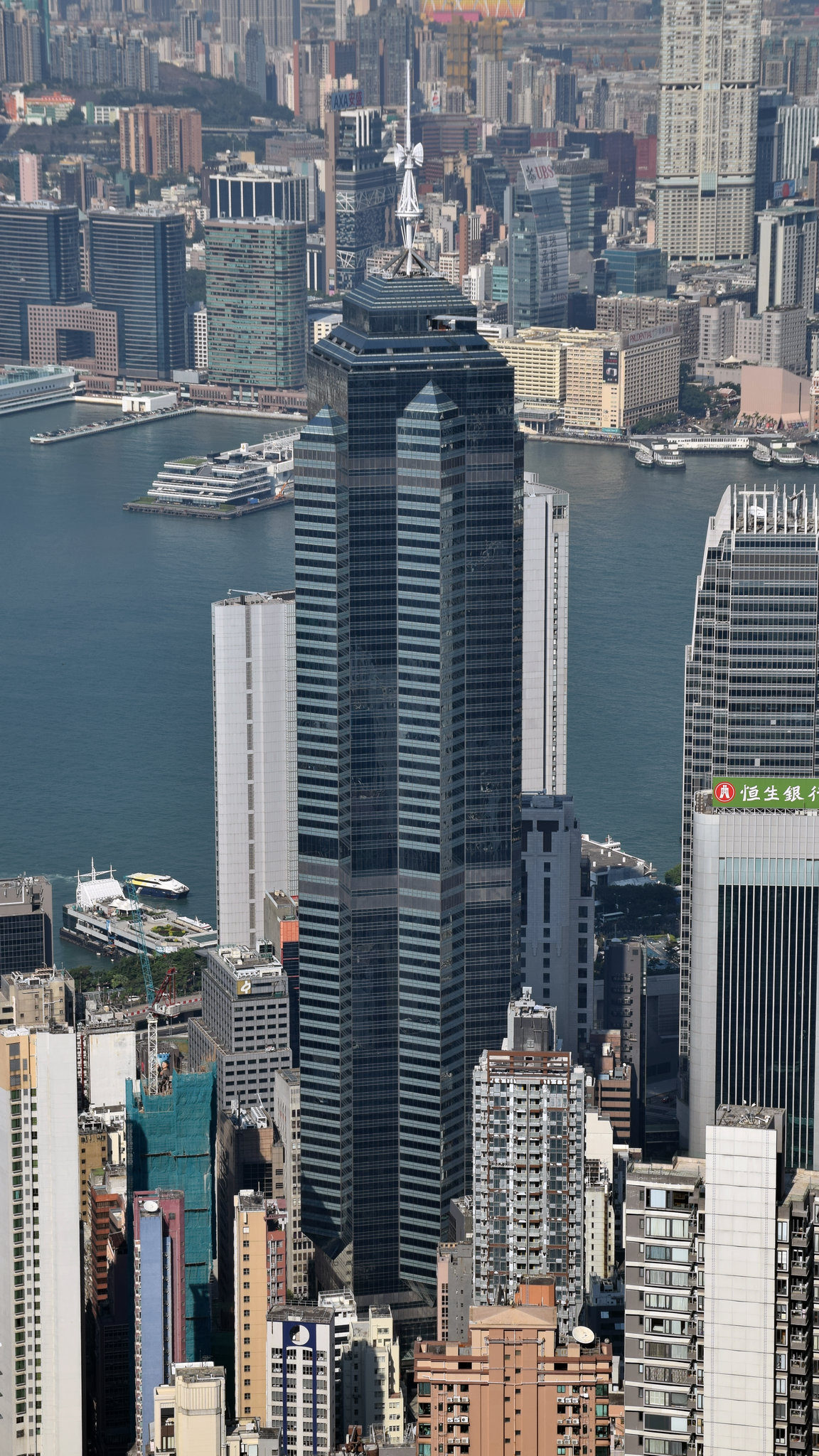
香港中環中心（但與伊斯蘭教沒有任何關連）